# Van den Branden (geslacht)
Van den Branden (sinds 1981 ook: Van den Branden-Jourda de Vaux) is een geslacht waarvan leden sinds 1938 tot de Belgische adel behoren.

## Geschiedenis
Op 15 november 1938 werd dr. Jean van den Branden (1901-1986) opgenomen in de erfelijke Belgische adel; op 8 februari 1956 verkreeg hij de persoonlijke titel van ridder, op 22 maart 1961 de persoonlijke titel van baron, terwijl op 23 februari 1968 de persoonlijke titel van baron werd omgezet in deze titel met recht van overgang bij eerstgeboorte. Op 17 februari 1981 werd zijn zoon geadopteerd door de tweede echtgenote van zijn vader en sindsdien dragen hij en zijn nageslacht de naam van den Branden-Jourda de Vaux; op 27 mei 2014 werd hem de titel van baron verleend overgaand op al zijn afstammelingen. Anno 2018 waren er nog vijf mannelijke telgen in leven, de laatste geboren in 2006.

### Wapenbeschrijving
- 1938: In sabel, een gevangenenketting van zilver, en een degen van hetzelfde, met gevest van goud, de punt omhoog, schuingekruist, met het schildhoofd van goud, beladen met een uitkomende leeuw van sabel, genageld en getongd van keel. Het schild overtopt met eenen helm van zilver, getralied, gehalsband en omboord van goud, gevoerd en vastgehecht van keel, met wrong en dekkleeden van sabel en van goud. Helmteeken: de leeuw van het schild. Wapenspreuk: 'Conanti ardua cedunt' van sabel, op een lossen band van goud.
- 1956: Het schild beschreven zoals in de voorgaande open brieven (1938). Het schild overtopt met een helm van zilver, gekroond, getralied, gehalsband en omboord van goud, gevoerd en gehecht van keel, met dekkleden van sabel en van goud. Helmteken: de leeuw van het schild. Wapenspreuk: 'Conanti ardua cedunt' van sabel, op een losse band van goud. Bovendien voor [de titularis] het schild getopt met een ridderkroon.
- 1961: het schild beschreven zoals in de hoger aangehaalde open brieven van 1938. Het schild getopt met een baronnenkroon, overtopt met een helm van zilver, gekroond, getralied, gehalsband en omboord van goud, gevoerd en gehecht van keel, met dekkleden van sabel en van goud, en gehouden door twee leeuwen van goud, gewapend en getongd van keel. Helmteken: de uitkomende leeuw van het schild. Wapenspreuk: 'Conanti ardua cedunt' van sabel, op een losse band van goud.
- 1968: Van sabel, met een zwaard van zilver, met gouden gevest, schuingeplaatst, en met een gevangeneketting van het tweede, over alles heen schuinlinksgeplaatst, gekruist, het schildhoofd van goud, beladen met een uitkomende leeuw van sabel, gewapend en getongd van keel. Het schild overtopt met een helm van zilver, gekroond, getralied, gehalsband en omboord van goud, gevoerd en gehecht van keel, met dekkleden van sabel en van goud. Helmteken: de uitkomende leeuw van het schild. Wapenspreuk: 'Conanti ardua cedunt' van sabel, op een losse band van goud. Bovendien, voor de [titularis] het schild getopt met een baronnenkroon, en gehouden door twee leeuwen van goud, gewapend en getongd van keel.

## Enkele telgen
Prof. dr. Jean van den Branden (1901-1986), hoogleraar aan de Vrije Universiteit Brussel, lid van de Koninklijke Academie van Geneeskunde van België; trouwde in tweede echt in 1969 met dr. Louise Jourda de Vaux (1914-2013)
- Jkvr. Simone van den Branden (1922-2005); trouwde in tweede echt in 1969 met Gérard Nagelmackers (1915-1987), bankier
- Dr. Jean-Louis baron van den Branden-Jourda de Vaux (1928-2018), president van Géomines en van Bank Nagelmackers
  - Ir. Jean-Charles baron van den Branden-Jourda de Vaux (1971), chef de famille
    - Louis baron van den Branden-Jourda de Vaux (2003), vermoedelijke opvolger als chef de famille

### Adellijke allianties
- D'Aspremont Lynden (1949), De Ryckman de Betz (2005)